# Lobelia gaudichaudii
Lobelia gaudichaudii är en klockväxtart som beskrevs av Alphonse Pyrame de Candolle.
Lobelia gaudichaudii ingår i släktet lobelior och familjen klockväxter. Inga underarter finns listade i Catalogue of Life.